# Gaston Doumergue

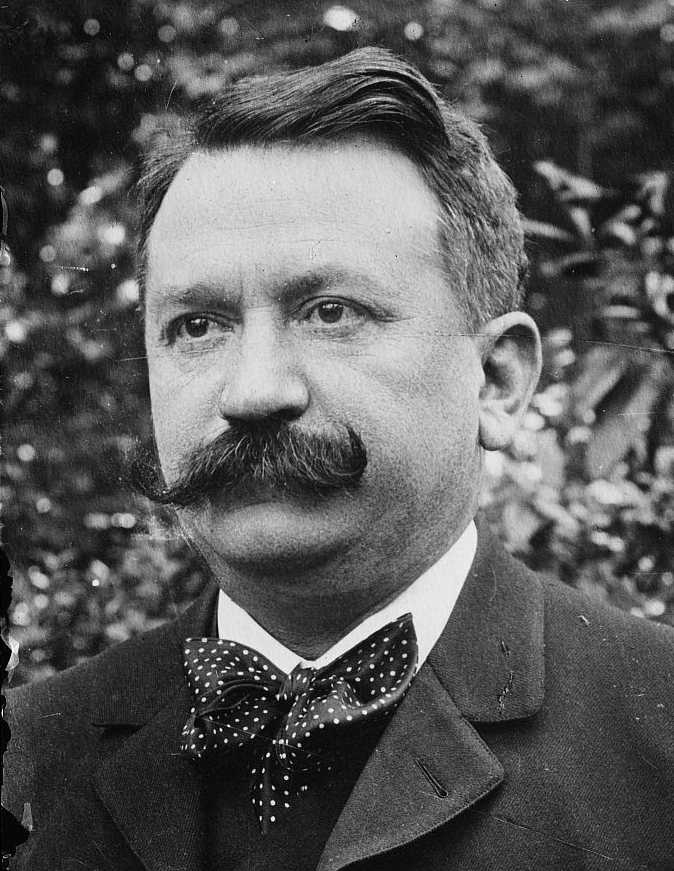
Gaston Doumergue

Pierre Paul Henri Gaston Doumergue (Aigues-Vives (Gard), 1 april 1865 – aldaar, 18 juni 1937) was president van Frankrijk van 1924 tot 1931.
Gaston Doumergue was afkomstig uit een zeer oud hugenotengeslacht uit Aigues-Vives (Gard), departement Gard. Hij volgde onderwijs aan de openbare school. Van 1885 tot 1893 was Doumergue als koloniaal ambtenaar werkzaam in Frans Afrika en Indochina. In 1893 werd hij voor de Radicaal-Socialistische Partij in de Franse Kamer van Afgevaardigden gekozen. Tussen 1902 en 1910 was hij achtereenvolgens minister van Koloniën,
Handel en Onderwijs. Doumergue werd in 1910 in de Senaat gekozen.
Op 13 december 1913 vormde hij zijn eerste kabinet. Naast premier was hij ook minister van Buitenlandse Zaken. In juli 1914 kwam zijn kabinet echter al ten val. Tot 1917 vervulde hij het ambt van minister van Koloniën. Van 1920 tot 1923 was hij opnieuw senator. Vanaf 1921 was hij president van de Suezkanaal maatschappij.
Op 13 juni 1924 werd hij als kandidaat voor het Cartel des Gauches (links kartel), tot president van Frankrijk gekozen. Doumergue werd hiermee de eerste protestantse president van de Franse republiek. Tijdens zijn ambtstermijn werd Frankrijk getroffen door de wereldwijde economische crisis (1929). Doumergue bleef tot 1931 president.
In februari 1934 lekte het zogenaamde 'Stavisky-schandaal' uit. Frankrijk balanceerde op de rand van een burgeroorlog tussen links en rechts. President Albert Lebrun benoemde Doumergue tot premier. De rust keerde weer enigszins terug in Frankrijk. Doumergues plannen om een Union Nationale (Nationale Unie) te vormen waarin alle politieke partijen vertegenwoordigd zouden zijn, liepen op niets uit. Op 8 november 1934 trad hij af.
Hij overleed enkele jaren later op 72-jarige leeftijd in zijn geboorteplaats.
Lodewijk Napoleon Bonaparte · Louis Jules Trochu · Adolphe Thiers · Patrice de Mac Mahon · Jules Grévy · Marie François Sadi Carnot · Jean Casimir-Perier · Félix Faure · Émile Loubet · Armand Fallières · Raymond Poincaré · Paul Deschanel · Alexandre Millerand · Gaston Doumergue · Paul Doumer · Albert Lebrun · Vincent Auriol · René Coty · Charles de Gaulle · Georges Pompidou · Valéry Giscard d'Estaing · François Mitterrand · Jacques Chirac · Nicolas Sarkozy · François Hollande · Emmanuel Macron
- Bibliothèque nationale de France: cb12153584m (data)
- Gemeinsame Normdatei: 119000199
- International Standard Name Identifier: 0000 0000 6642 6814
- Library of Congress Control Number: nr91002161
- Base Léonore: C/0/14
- Nationale Bibliotheek van Tsjechië: xx0164665
- Nationale Bibliotheek van Polen: a0000003122752
- Nederlandse Thesaurus van Auteursnamen: 074945513
- Istituto Centrale per il Catalogo Unico: DDSV190354
- SNAC: w6720dmq
- Système universitaire de documentation: 030038383
- Virtual International Authority File: 2509794
- WorldCat: E39PBJbCVk6RCBcQxvjycx94bd